# (1738) Oosterhoff
(1738) Oosterhoff ist ein Asteroid des Hauptgürtels, der am 16. September 1930 vom niederländischen Astronomen Hendrik van Gent in Johannesburg entdeckt wurde.
Benannt wurde der Asteroid nach dem niederländischen Astronomen P. T. Oosterhoff.